# François Asselineau
François Asselineau (født 1957), er en fransk embedsmand og politiker.
Asslineau var aktiv i Rassemblement pour la France (RPF) og Union pour un mouvement populaire (UMP), før han grundlagde sit eget parti Union populaire républicaine (UPR) i 2007. Partiet går ind for, at Frankrig trækker sig ud af EU, Eurozonen og NATO . Asslineau stillede op til præsidentvalget i 2012 og til præsidentvalget i 2017, hvor han fik 0,92 procent i første runde.
François Asselineau er uddannet på HEC Paris og ENA.